# Musashino
Musashino (武蔵野市 -shi) é uma cidade japonesa localizada na província de Tóquio. Seu nome deriva do Planalto de Musashino, onde está localizada.
Em 2003, a cidade tinha uma população estimada em 136 326 habitantes e uma densidade populacional de 12 705,13 h/km². Tem uma área total de 10,73 km².
Recebeu o estatuto de cidade a 3 de Novembro de 1947.

## Curiosidade
- Acredita-se que o grande kansei Miyamoto Musashi tenha vivido um breve período de sua vida (aproximadamente 5 anos ou menos)  nas planícies de Musashino durante o período Edo.
- O anime yuri Maria-sama ga Miteru se passa em Musashino.